# Metro Richmond Zoo
Koordinaten: 37° 22′ 54″ N, 77° 46′ 3″ W

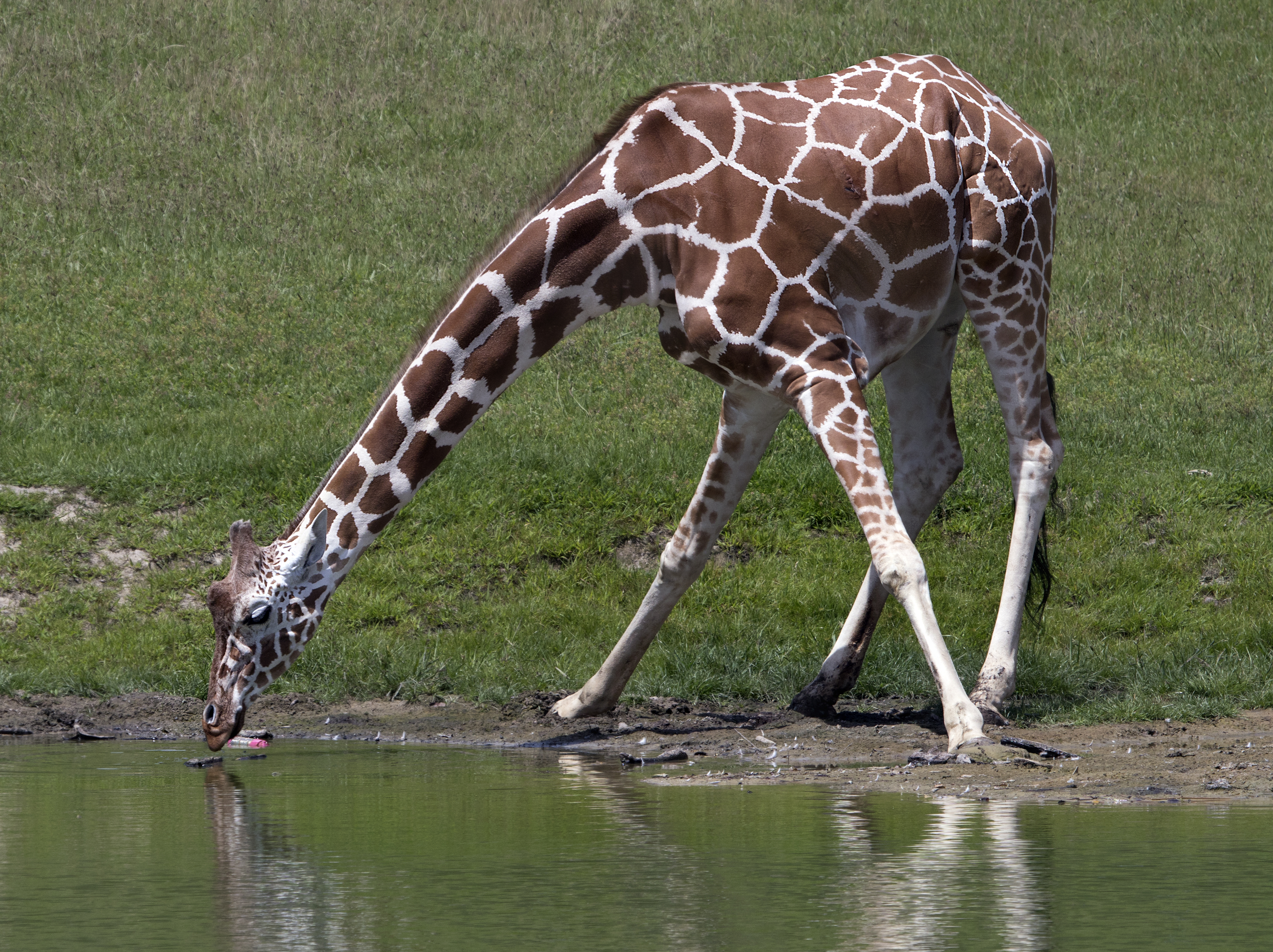
Trinkende Netzgiraffe (Giraffa camelopardalis reticulata)

Der Metro Richmond Zoo ist ein Zoo, der sich rund 30 Kilometer südwestlich der Stadt Richmond im Chesterfield County im US-Bundesstaat Virginia befindet. Im Norden des Zoos verläuft die Virginia State Route 360. Neben den Anlagen für Tiere befinden sich auch Vergnügungseinrichtungen und Fahrattraktionen auf dem Gelände. Der Zoo ist bei der Zoological Association of America (ZAA) akkreditiert.

## Geschichte
Der Metro Richmond Zoo wurde am 22. April 1995 eröffnet. Der Zoo befindet sich in Privatbesitz und wird ebenfalls privat betrieben. Die Finanzierung wird aus Eintrittsgebühren sowie durch Souvenirverkäufe und Einnahmen aus Vergnügungs- und Restaurationsbetrieben bestritten. Staatliche Zuschüsse werden nicht gewährt.
Im Juni 2023 brach im Zoo ein Feuer aus, das mehrere Gebäude, darunter das Tierkrankenhaus erheblich beschädigte. Durch den schnellen Einsatz der Feuerwehr konnte eine Ausbreitung des Feuers vermieden werden. Bereits 2024 wurde ein neues Tierkrankenhaus in Betrieb genommen, das moderner ausgestattet ist, und dadurch die Behandlung erkrankter Tiere bestmöglich erfüllen kann. Zu Ehren der Feuerwehrleute und in Anerkennung ihres Einsatzes veranstaltete der Zoo ein Fest für die damals Beteiligten.

## Anlagenkonzept und Tierbestand
Auf dem etwa 60 Hektar großen Zoogelände leben rund 2000 Tiere aller Kontinente in 190 Arten. Der Zoo ist mit großzügigen Freianlagen für Huftiere ausgestattet. Es wird überwiegend versucht, die natürlichen Lebensräume der Tiere nachzuahmen. Auf Gitter wird weitgehend verzichtet, die Besucher sind von vielen Tieren lediglich durch Glasscheiben oder Wassergräben getrennt. Menschenaffen sind zumeist auf Inseln untergebracht. An den Ufern mehrerer kleiner Seen und Teiche werden am Wasser lebende Vogelarten gehalten.

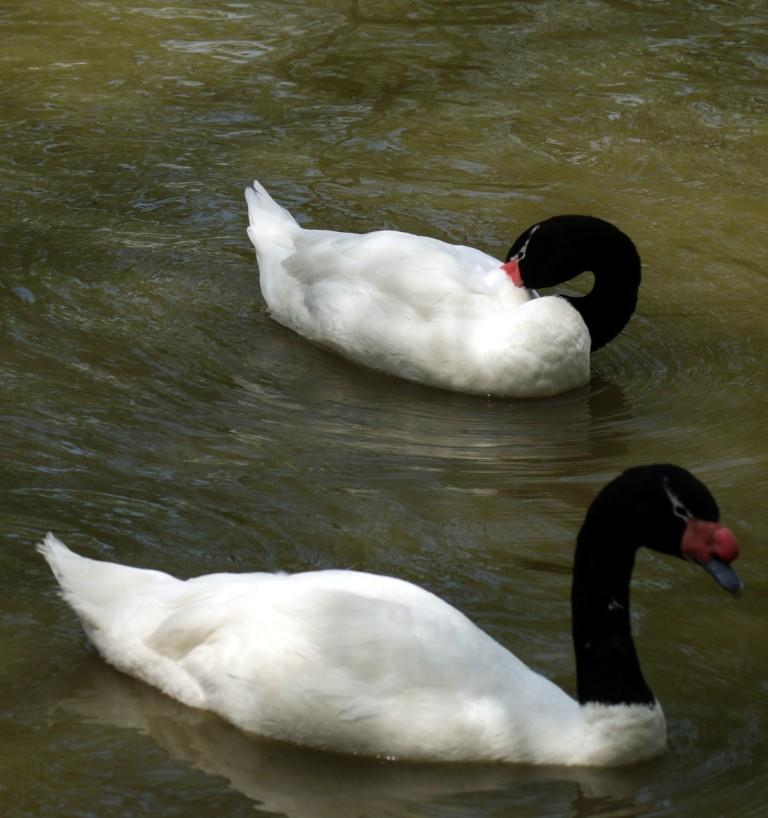
Schwarzhalsschwäne
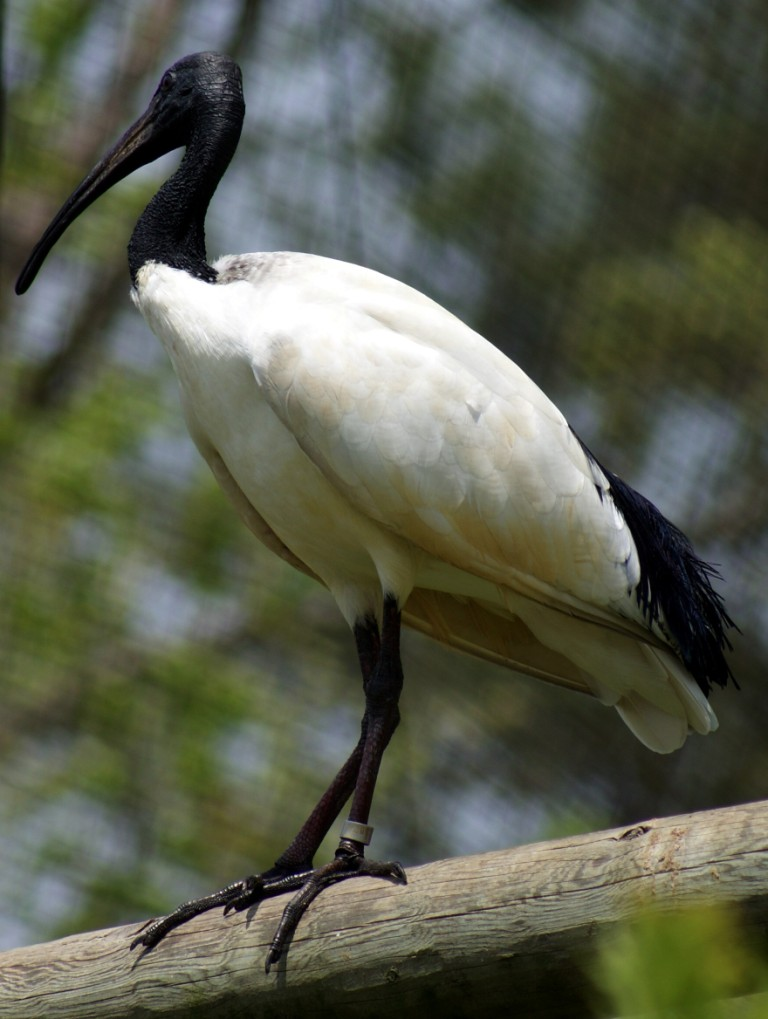
Pharaonenibis
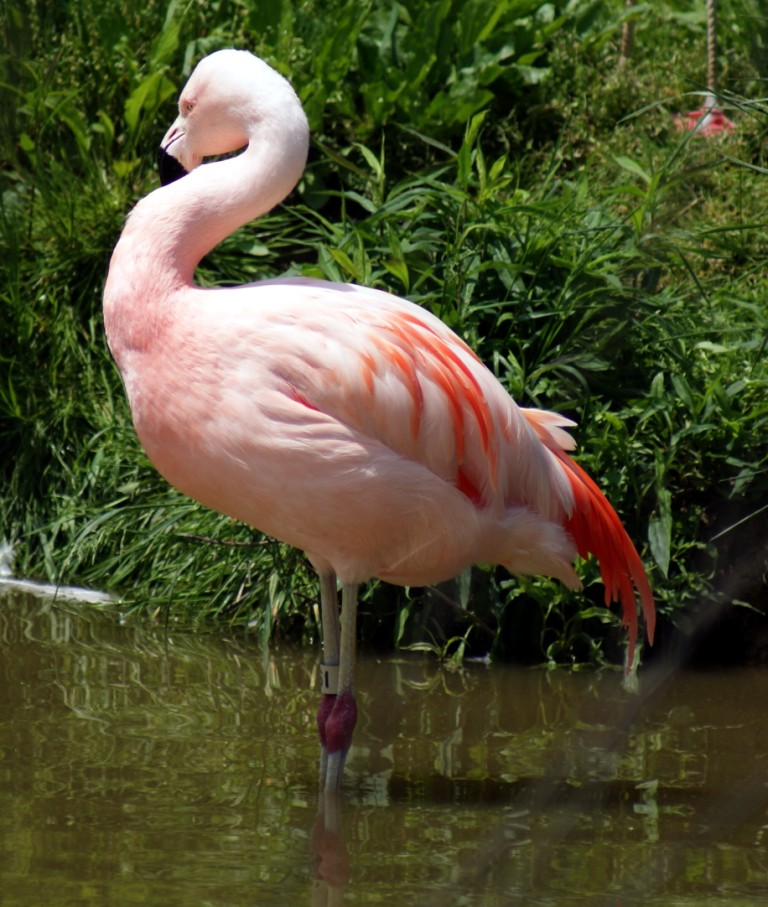
Chileflamingo
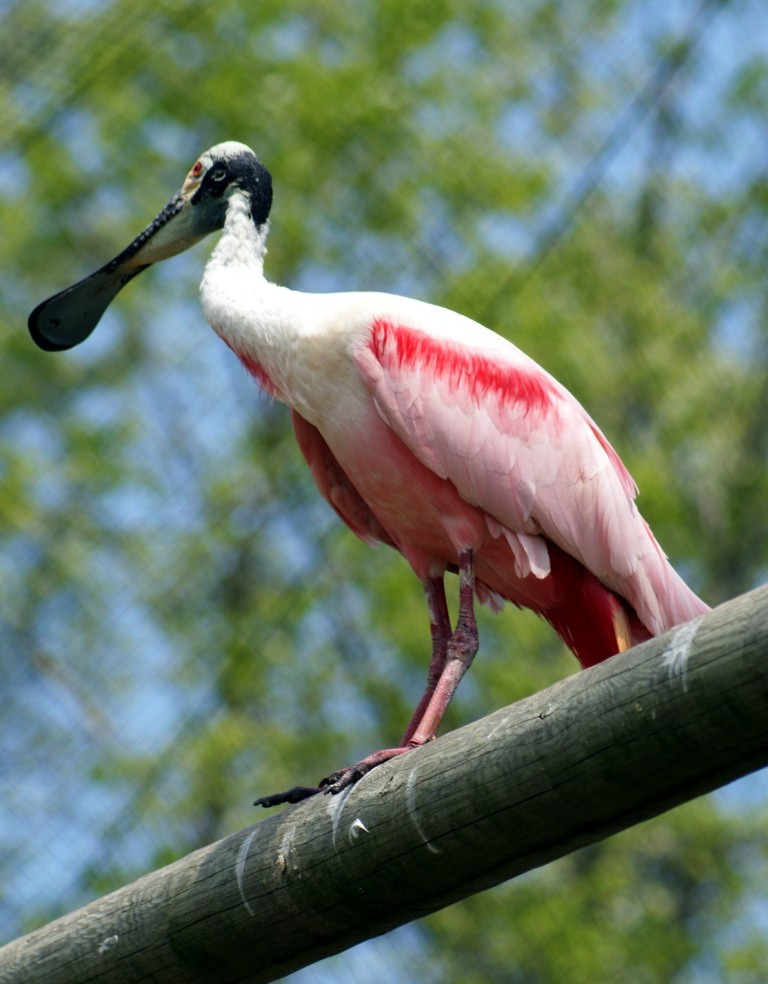
Rosalöffler
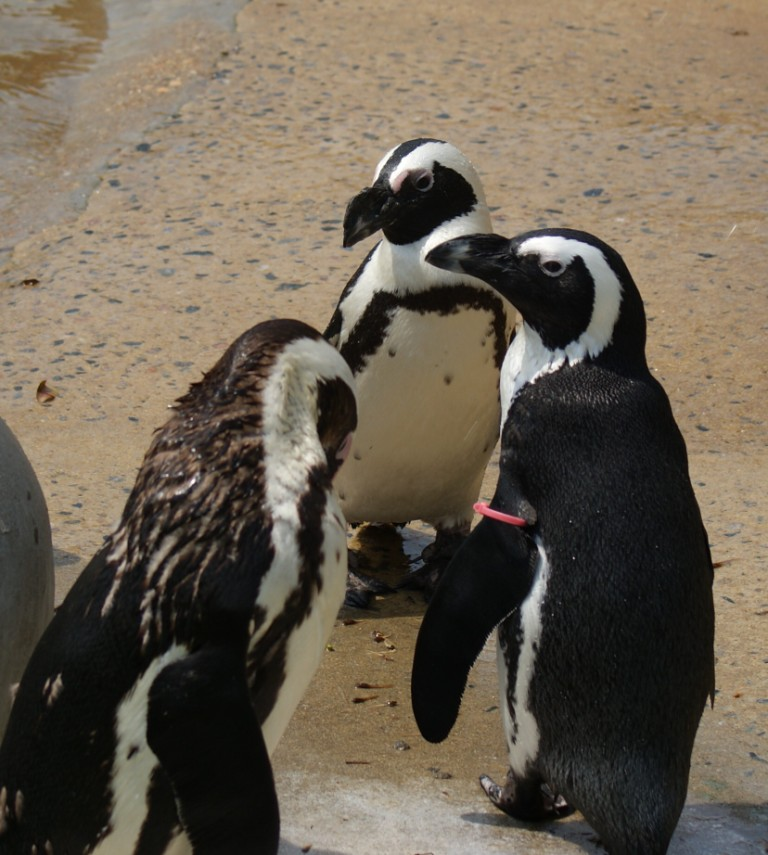
Brillenpinguine

Außerdem befinden sich auf dem Zoogelände ein Informations- und Ausbildungszentrum, ein Picknickbereich, ein Kinderspielplatz sowie gegen Gebühren ein Jungle Carousel, ein Safari Train, ein Safari Sky Lift sowie ein Penguin Falls Drop Tower genannter Aussichtsturm. Gegen weitere Gebühren können die Besucher Futter für Vögel oder Giraffen erwerben und an die Tiere weiterreichen.

## Arterhaltungs-, Zucht- und Schutzprogramme
Die Erhaltung gefährdeter Arten ist eine wesentliche Säule des Zoos. Jedes Jahr leistet der Metro Richmond Zoo finanzielle Beiträge, um mehrere Naturschutzprojekte auf der ganzen Welt zu finanzieren und arbeitet eng mit vielen weiteren Zoos und Naturschutzorganisationen zusammen, um die Individuenzahl gefährdeter und bedrohter Arten zu erhöhen. Der Zoo verfolgt im Besonderen drei Programme:
- Die frei lebenden Gepardenpopulationen haben sich in den letzten 120 Jahren um 93 % verringert. Der Rückgang wird hauptsächlich auf Verluste des Lebensraums und den illegalen Tierhandel zurückgeführt. Die Geparde leiden außerdem an einer extrem hohen Sterblichkeitsrate. Etwa 90 % der Jungtiere verenden in den ersten drei Lebensmonaten, wobei 50 % dieser Todesfälle auf Raubtiere und 40 % auf Verarmung der genetischen Vielfalt zurückgeführt werden. Im Metro Richmond Zoo wurden erfolgreich Geparde nachgezüchtet. Der Zoo unterstützt außerdem die Organisationen Cheetah Conservation Fund, Cheetah Conservation Botswana, Cheetah Outreach sowie die Aspinall Foundation Africa.[5]
- Brillenpinguine werden im Rahmen eines speziellen Programms in jedem Jahr sehr erfolgreich gezüchtet. Der Metro Richmond Zoo beteiligt sich auch am Animal Management Plan für Brillenpenguine der Zoological Association of America und leistet außerdem großzügige Beiträge zum Dyer Island Conservation Trust for African Penguins und dem Seabird Sanctuary.[6]
- Zwischen den Jahren 1997 und 2025 wurden im Metro Richmond Zoo insgesamt 37 Dianameerkatzen nachgezüchtet. In Afrika frei lebende Populationen nehmen aufgrund von Lebensraumverlust stark ab. Die Ausbreitung menschlicher Siedlungen in ihren einheimischen Waldgebieten hat bereits zu einer drastischen Entwaldung geführt. Die Bejagung der Tiere zum Nahrungserwerb durch einheimische Volksgruppen führt zu weiteren Verlusten.[7]

Weitere Zuchtprogramme gefährdeter Tierarten betreffen Orang-Utans, Netzgiraffen und Schneeleoparden. Mit großem Presseaufwand wurde außerdem die Geburt eines Zwergflusspferds bekannt gegeben.